# شيخة البحر
شيخة خالد البحر هي مديرة تنفيذية كويتية لمعت في مجال الأعمال والإقتصاد، لتصبح إسماً منافساً في ساحة الأرقام بين سيدات الأعمال. تصدرت قائمة أقوى مئة سيدة أعمال عربية لعام 2012 بمنصب الرئيسة التنفيذية لبنك الكويت الوطني. أما عالمياً، فعينتها مجلة «فوربس» الألمانية خلال نفس السنة، في المركز الخامس والثمانين من بين أقوى مئة مرأة في العالم.

## بداياتها
تخصصت شيخة البحر في مجال التسويق الدولي والإحصاء. نالت شهادتها مع مرتبة شرف من جامعة الكويت. شاركت في العديد من الدورات التدريبية المتخصصة في جامعة ستانفورد وجامعة ديوك وارتون، وجامعة سنغافورة وجامعة غرب كندا.
تميزت البحر بجديتها في العمل. كادحت وناضلت ليكون مستقبلها المهني من أولوياتها في الحياة وفوق كل اعتبار. فتدرجت شيئاً فشيئاً من موظفة تحت التدريب، إلى رئيسة قسم، لتشغل اليوم مركز الرئيسة التفيذية لبنك الكويت الوطني.
استطاعت أن تحقق أرباحًا تفوق المليار دولار وإيرادات تبلغ 2.3 مليار دولار. فتصدّر بنك الكويت بفضلها، المرتبة السابعة ما بين «أقوى 200 شركة خليجية»، بحسب إحصاء مجلة «فوربس».

خبرة طويلة وغنية
عملت شيخة البحر في المجالات المصرفية، الإقراض والتسويق والاستثمار، والمعاملات المالية الكبيرة والمعقدة. لديها خبرة واسعة في العمل في مجالات الخصخصة، وتمويل المشاريع، والخدمات الاستشارية، إصدار السندات، وغيرها.
شاركت في العديد من الأعمال التجارية ودعمت عددًا من مشاريع التنمية المهمة والمعقدة منها: مشروع ايكويت للبتروكيماويات، مشروع ايكويت للبترول، مشروع معالجة مياه الصرف (سنة 2002)، مشروع تمويل 9 طائرات لمؤسسة الخطوط الجوية الكويتية (KAC) بأكثر من 700 مليون دولار أمريكي وغيرها... هكذا امتلكت شيخة البحر، معرفة واسعة في قطاع التمويل في الكويت وحققت صلات وثيقة جدا مع مجتمع الأعمال المحلي. نذكر أيضاً نهجها الداعم للأنشطة التعليمية والأكاديمية.

نجاح ومناصب عدة حول العالم
البحر عضو في اللجان التالية:
- لجنة الإدارة التنفيذية.
- رئيس لجنة اعتماد الأعمال الصغيرة.
- نائب رئيس اللجنة الاعتماد العليا.
- أمينة مجلس الاعتماد في بنك الكويت الوطني.
- عضو لجنة الاستثمار في بنك الكويت الوطني.
- عضو الأصول والخصوم في اللجنة التنفيذية لبنك الكويت الوطني.
- عضو لجنة البنوك والمجتمع.
- عضو مجلس إدارة بنك الكويت الوطني لإدارة الاستثمار.
- عضو مجلس إدارة بنك الكويت الوطني الدولي لإدارة الاستثمار (جزر كايمان).
- عضو مجلس إدارة شبكة المعلومات الاعتمادية
- عضو مجلس إدارة - شركة انترا للاستثمار في لبنان.